# Lucky Fonz III
Lucky Fonz III (geboren als Otto Wichers) (Gouda, 1981) is een Nederlandse singer-songwriter. Hij staat bekend om zijn beeldende teksten.

## Biografie
Wichers groeide op in Nijmegen en ging naar het Dominicus College in die stad. Hierna studeerde hij Engelse Taal en Letterkunde aan de Universiteit van Amsterdam. In 2005 bracht hij zijn titelloze debuutalbum uit in eigen beheer. Na in Schotland de folkmuziek te hebben leren kennen, ging hij in deze traditie liedjes schrijven en trad hij veelvuldig op bij de Amsterdam Songwriters Guild, een songwriterscollectief dat openpodiumavonden verzorgt.
In 2006 won hij de Grote Prijs van Nederland in de categorie singer-songwriter. Mede hierdoor kreeg hij aandacht in de media, wat resulteerde in meer optredens, waaronder een succesvol optreden tijdens Noorderslag 2007. In de zomer van 2007 toerde hij door Australië met CW Stoneking en The Beautiful Girls. Zijn tweede album, Life is Short werd in oktober 2007 tevens in eigen beheer uitgebracht, maar gedistribueerd door PIAS (Play It Again Sam). Op dit album staat onder andere het nummer All My Days. In 2007 ontving hij een Essent Award.
In 2008 werd hij gevraagd om Roel van Velzen te vervangen als vaste muzikale gast in het tv-programma De Wereld Draait Door. In 2009 kwam, wederom in eigen beheer, het album A Family Like Yours uit, dat geproduceerd werd door Rutger Hoedemaekers. Voor de zang liet Lucky Fonz III zich begeleiden door Tjeerd Bomhof van de band Voicst. Hierna volgde een theatertournee, waarin hij een show presenteerde die een mix was van cabaret en Nederlandstalige nummers.
In 2010 maakte Lucky Fonz III bekend dat hij een Nederlandstalig album uit zou brengen. Hij tekende een contract bij het Nederlandse hiphoplabel Top Notch en bracht de single Ik Heb een Meisje uit, die verkrijgbaar was op vinyl. In oktober 2010 verscheen zijn vierde album Hoe je honing maakt samen met zijn band De felle kleuren. Janne Schra zingt op dit album mee in het nummer Wat ook een ander zegt. Op 15 maart 2013 verscheen All of Amsterdam met artwork van kunstenaar Jan Rothuizen. Hierna volgde een clubtour.
In 2016 verscheen het album In je Nakie, waarvan Later word ik een Zeeman op sinterklaasavond 2016 de Okapi Liedprijs won.
In 2023 en 2024 speelde hij zijn voorstelling 'Moederland' waarmee hij met nieuwe nummers het land doorging. Verder verscheen in 2024 zijn debuutroman, Van de goden vervuld. 

## Discografie

### Albums
| Album met eventuele hitnotering(en) in de Nederlandse Album Top 100 | Datum van verschijnen | Datum van binnenkomst | Hoogste positie | Aantal weken | Opmerkingen |
| ------------------------------------------------------------------- | --------------------- | --------------------- | --------------- | ------------ | ----------- |
| Lucky Fonz III                                                      | 2005                  | -                     |                 |              |             |
| Life is short                                                       | 2007                  | 30-08-2008            | 70              | 1            |             |
| A family like yours                                                 | 20-04-2009            | 25-04-2009            | 50              | 3            |             |
| Hoe je honing maakt                                                 | 2010                  | 16-10-2010            | 25              | 4            |             |
| All of Amsterdam                                                    | 15-03-2013            | 23-03-2013            | 64              | 1            |             |
| In je nakie                                                         | 05-02-2016            | 13-02-2016            | 24              | 4            |             |
| Multimens                                                           | 14-02-2019            | 16-02-2019            | 123             | 1            |             |
| Hemellichamen                                                       | 11-03-2022            | -                     |                 |              |             |

### Singles
| Single met eventuele hitnotering(en) in de Nederlandse Top 40 | Datum van verschijnen | Datum van binnenkomst | Hoogste positie | Aantal weken | Opmerkingen             |
| ------------------------------------------------------------- | --------------------- | --------------------- | --------------- | ------------ | ----------------------- |
| Ik heb een meisje                                             | 2010                  | 29-05-2010            | tip11           | -            | #5 in de Single Top 100 |
| Jongens                                                       | 2010                  | -                     |                 |              |                         |
| Linde met een E                                               | 2016                  | -                     |                 |              |                         |